# Ratulje
Ratulje su naselje u Hrvatskoj u općini Jelenju. Nalazi se u Primorsko-goranskoj županiji.

## Zemljopis
Nalazi se na istočnoj obali rijeke Rječine. Sjeverozapadano su Lubarska, Martinovo Selo, Milaši i Brnelići, zapadno preko rijeke Baštijani, sjeveroistočno je Jelenje, jugozapadno preko rijeke je Lopača, a jugoistočno su Lopača, Drastin i Lukeži. Dalje na zapadu su Saršoni. 

## Stanovništvo
| broj stanovnika | 93    | 80    | 79    | 83    | 88    | 95    | 108   | 137   | 143   | 123   | 123   | 110   | 106   | 114   | 109   | 114   | 84    |
|                 | 1857. | 1869. | 1880. | 1890. | 1900. | 1910. | 1921. | 1931. | 1948. | 1953. | 1961. | 1971. | 1981. | 1991. | 2001. | 2011. | 2021. |